# Домброва (Староґардський повіт)
Домброва (пол. Dąbrowa, нім. Dombrowo) — село в Польщі, у гміні Каліська Староґардського повіту Поморського воєводства.
Населення — 860 осіб (2011).
У 1975-1998 роках село належало до Гданського воєводства.

## Демографія
Демографічна структура станом на 31 березня 2011 року:
|          | Загалом | Допрацездатний вік | Працездатний вік | Постпрацездатний вік |
| -------- | ------- | ------------------ | ---------------- | -------------------- |
| Чоловіки | 420     | 111                | 275              | 34                   |
| Жінки    | 440     | 114                | 257              | 69                   |
| Разом    | 860     | 225                | 532              | 103                  |